# Barrière canadienne

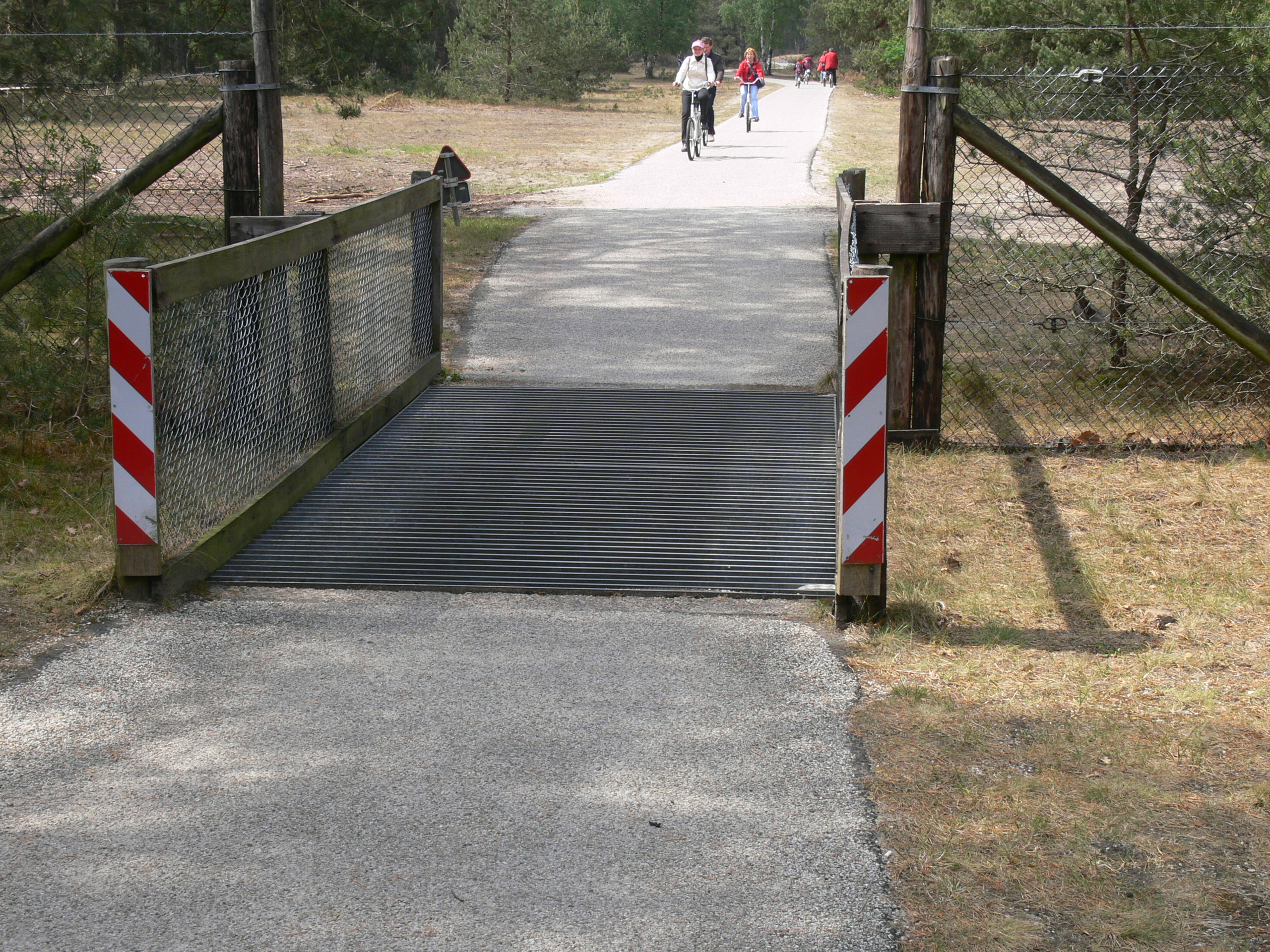
Les « pas canadiens » confinent les grands animaux dans les zones moins fréquentées par le public, ici dans le parc national De Hoge Veluwe (Pays-Bas) où plus de 500 grands animaux vivent en liberté.

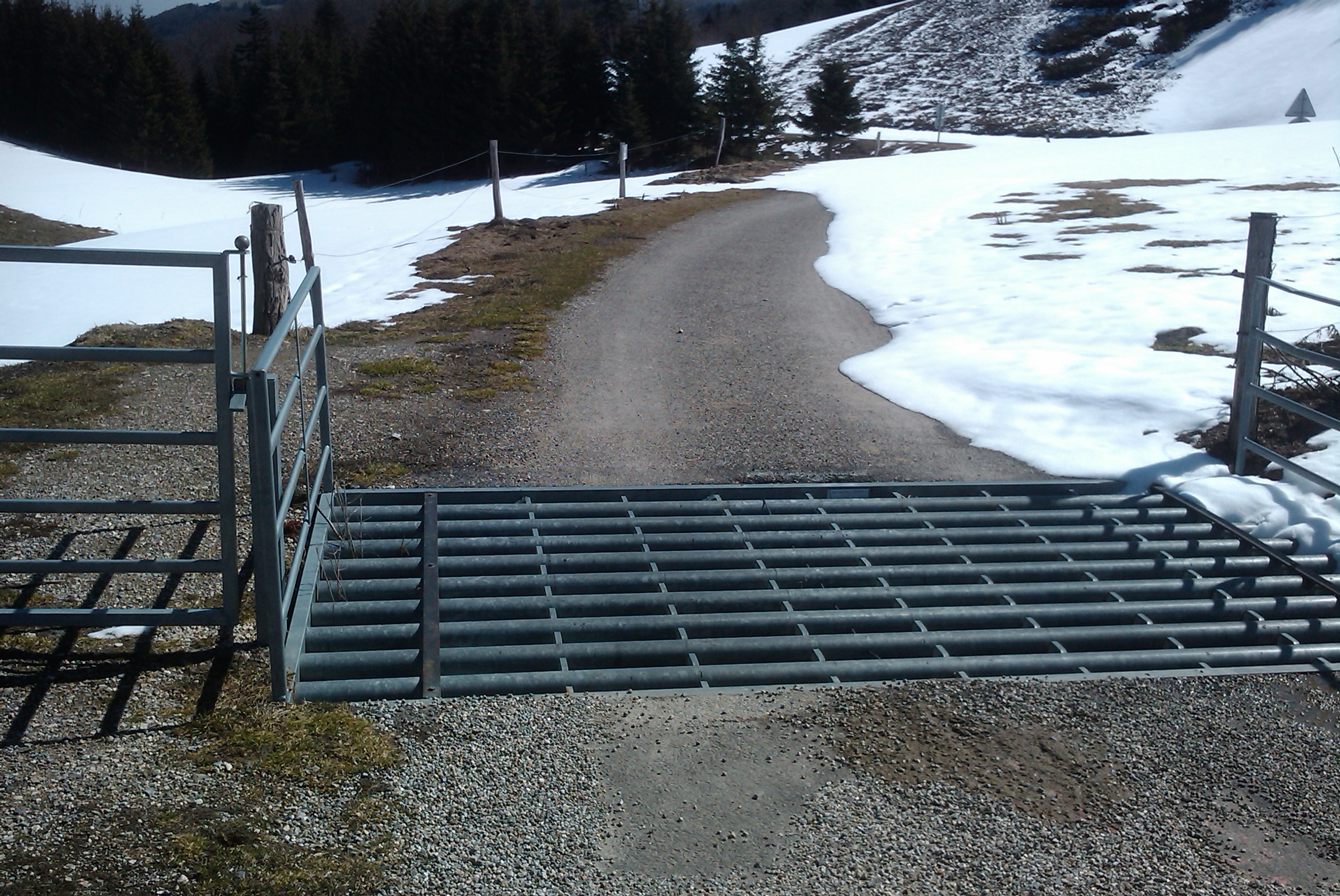
Passage canadien au col du Pradel (France) destiné à contenir les troupeaux pendant l'estive.

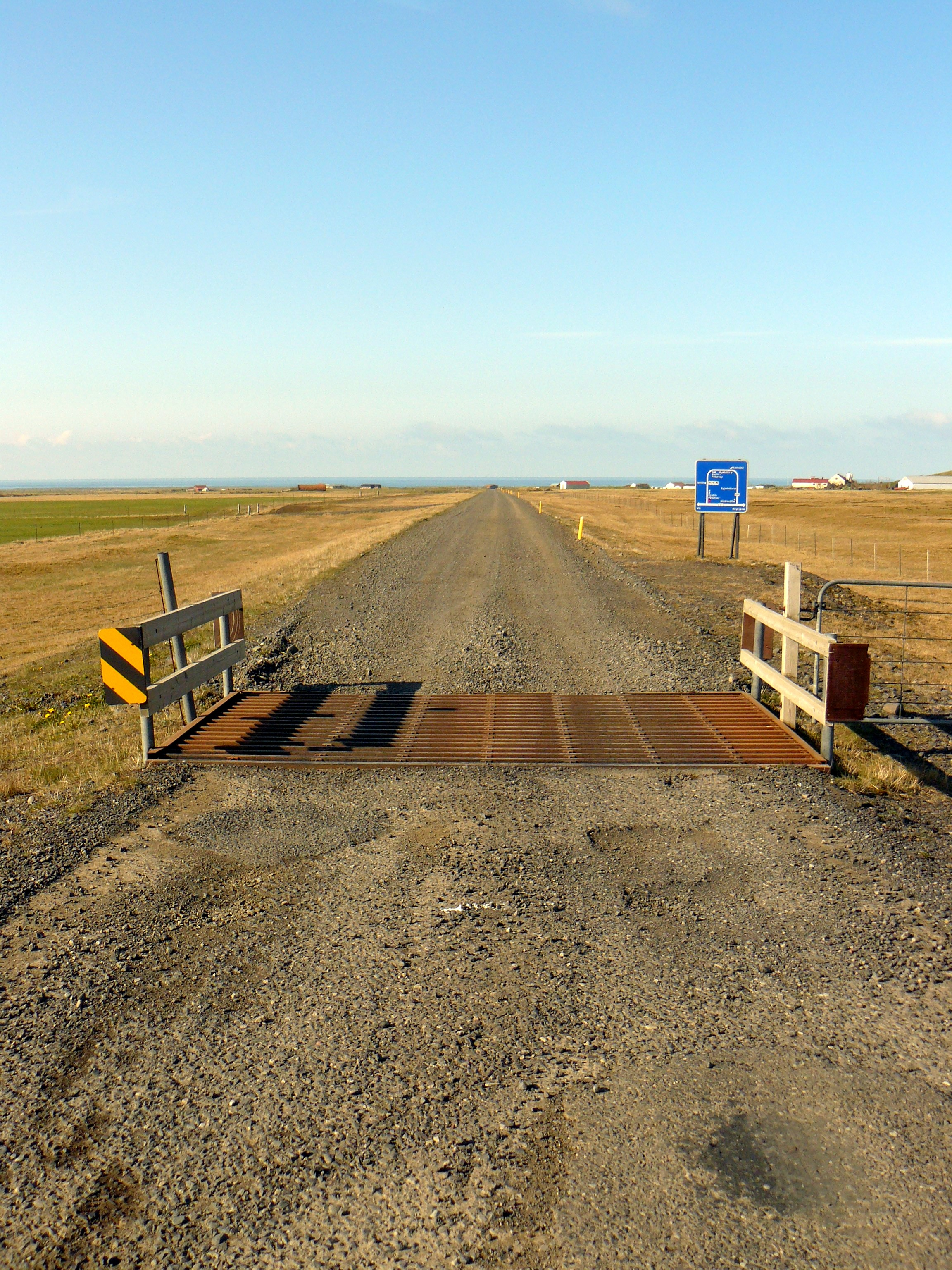
Barrière canadienne près de Vík í Mýrdal, sur la côte méridionale d'Islande.

La barrière canadienne, aussi appelée passage canadien, pas canadien ou grille à bétail, également désignée par le mot-valise bovistop, est un système de confinement des grands animaux (sauvages ou domestiques) qui permet de se passer de barrière mobile, en laissant, dans un système de clôture, une ouverture permettant la libre circulation des piétons et des véhicules. Dans la province canadienne de l'Alberta, le système est appelé Texas gate (« portail texan » ou « porte texane »),.

## Principe
Elle est constituée de solides barres arrondies ou de section rectangulaire alignées au-dessus d'une fosse. La plupart des animaux sont effrayés par cette structure qu'ils ne connaissent pas et le vide qui est dessous. Ils ne franchissent généralement pas l'aménagement,. Les chevaux le passent s'ils y sont encouragés.
Ces dispositifs doivent être équipés d'échappatoires pour éviter que les petits animaux (lapins, grenouilles, lézards par exemple) ne meurent piégés dans la fosse.

## Usages
Ce système est notamment utilisé :
- sur les routes d'alpage fréquentées par les randonneurs et les membres du personnel d'exploitation ;
- aux entrées et sorties de grands parcs nationaux canadiens, clôturés pour limiter les dégâts que de grands herbivores ou carnivores pourraient faire dans les champs, élevages ou jardins ;
- en zones d'élevage de grands animaux (wapitis, bisons, etc.) ou dans les zoos où il est facile à intégrer dans le paysage.